# Elecciones estatales de Berlín Occidental de 1954
Las  cuartas elecciones en Berlín Occidental se realizaron el 5 de diciembre de 1954.
El SPD postuló al presidente del Parlamento Otto Suhr, la CDU postuló a Walther Schreiber, quien después de la muerte de Ernst Reuter había asumido como alcalde.

El SPD, que hasta entonces había estado en la oposición, perdió 0,1 puntos porcentuales, pero recibió el 44,6% de los votos y 64 de los 127 escaños y de esta manera la mayoría absoluta de escaños. Esto fue compensado con el 30,4% de los votos obtenido por la CDU (que aumentó en 5,7 puntos porcentuales y en diez escaños) y el 12,8% obtenido por el FDP (lo que indicó una pérdida de 10,2 puntos porcentuales y 19 escaños). El Partido Alemán, con el 4,9, no pudo superar el 5% requerido para la entrada en la Cámara de Representantes de Berlín. También se incluyó al SED en estas elecciones, pero no pudo entrar a la Cámara de Representantes con el 2,7% de los votos.
Suhr ofreció a la CDU (debido a la tensa situación política en Berlín) una coalición, lo cual fue aprobado por el partido democristiano. El 11 de enero de 1955 Suhr fue elegido como nuevo alcalde.

## Resultados
Los resultados fueron:
| Elecciones de 1954 | Elecciones de 1954 | Elecciones de 1954 | Elecciones de 1954 | Elecciones de 1954 |
| ------------------ | ------------------ | ------------------ | ------------------ | ------------------ |
| Hab. inscritos     | Hab. inscritos     | 1.694.896          |                    |                    |
| Participación      | Participación      | 1.555.511          | 91,8 %             |                    |
|                    | SPD                | 684.906            | 44,6 %             | 64 escaños         |
|                    | CDU                | 467.117            | 30,4 %             | 44 escaños         |
|                    | FDP                | 197.204            | 12,8 %             | 19 escaños         |
|                    | DP                 | 75.321             | 4,9 %              | —                  |
|                    | SED*               | 41.375             | 2,7 %              | —                  |
|                    | BHE                | 39.236             | 2,5 %              | —                  |
|                    | WVM                | 26.886             | 1,8 %              | —                  |
|                    | FSU                | 2.366              | 0,2 %              | —                  |
|                    | USPD**             | 1.482              | 0,1 %              | —                  |
| Total              | Total              |                    | 100,0 %            | 127 escaños        |

*Sus secciones en Berlín Occidental.
** Esta fue una refundación del USPD de la República de Weimar de corta existencia, denominada USPD Berlín  que algunos años después se disolvió.